# Circe Maia
Circe Maia, (sinh ngày 29 tháng 6 năm 1932, tại Montevideo), là một nhà thơ, nhà tiểu luận, dịch giả, và giáo viên người Uruguay.

## Tiểu sử
Circe Maia sinh ra ở Montevideo, Uruguay, vào năm 1932. Cha mẹ cô là María Magdalena Rodríguez và công chứng viên Julio Maia, cả hai người đều đến từ vùng phía bắc của Uruguay. Cha cô đã xuất bản tập thơ đầu tiên của cô (Plumitas, 1944) khi cô mới 12 tuổi. Cái chết đột ngột của mẹ cô khi cô 19 tuổi đã để lại dấu ấn buồn bã trên tập thơ trưởng thành đầu tiên của Maia được xuất bản khi cô 25 tuổi (En el tiempo, 1958).
Cô kết hôn với Ariel Ferreira, một bác sĩ y khoa, vào năm 1957. Năm 1962, họ di chuyển đến địa điểm Tacuarembó ở phía bắc của Uruguay với hai đứa con đầu lòng.
Circe Maia học triết học tại Học viện Nghệ thuật và cũng tại Facultad de Humanidades y Ciencias của Đại học de la República, cả ở Montevideo. Cô bắt đầu giảng dạy triết học tại một trường trung học Tacuarembó và tại Học viện Formuto de Formación Docente de Tacuarembó, trường đại học giáo viên địa phương. Cô là một thành viên sáng lập của một hội sinh viên (Centro de Estudiantes del Instituto de Profesores Artigas) và là thành viên tích cực của Đảng Xã hội của Uruguay.
Những năm của chế độ độc tài quân sự-dân sự của Uruguay là khó khăn đối với Circe Maia và gia đình cô. Vào lúc 3 giờ sáng một năm 1972, cảnh sát đã đột kích vào nhà của họ để bắt giữ cả Ariel và Circe. Tuy nhiên Circe được phép ở lại vì cô phải chăm sóc con gái bốn ngày tuổi của họ. Chồng cô bị giam cầm hai năm vì liên quan đến Phong trào giải phóng dân tộc Tupamaros. Năm 1973, chính phủ đã sa thải cô khỏi vị trí giảng dạy tại trường trung học. Tuy nhiên, cô bắt đầu dạy các lớp học riêng về tiếng Anh và tiếng Pháp. Năm 1982, đứa con trai 18 tuổi của Circe Maia bị giết trong một tai nạn ô tô. Bi kịch này kết hợp với áp lực của chế độ độc tài khiến Circe Maia phải tạm ngừng viết thơ. Với sự trở lại của nền dân chủ vào năm 1985, vị trí của Circe Maia tại trường trung học đã được khôi phục, và vào năm 1987, cô đã xuất bản hai cuốn sách Destrucciones, một cuốn sách nhỏ về văn xuôi cay đắng và Un viaje a Salto, một câu chuyện kể về một sự cố trong thời gian cô bị giam cầm.